# メッサ・ディ・ヴォーチェ
メッサ・ディ・ヴォーチェ（伊: Messa di voce）は、声楽における演奏技法のひとつ。単一の音高（ピッチ）を維持しながら、声を徐々に強く（クレシェンド）し、次に弱く（ディミヌエンド）する技法である。メッザ・ヴォーチェ（伊: mezza voce、半分の声で）という強弱記号と混同されがちであるが、両者は全く異なる。

## 概要
メッサ・ディ・ヴォーチェは、非常に高度な声楽の演奏技法と広く考えられている。ベルカントの発声法を支える大変重要なテクニックであり、ベルカントの指導者として有名なピエル・フランチェスコ・トージ（Pier Francesco Tosi、1653〜1732）は、彼の著書「古今の歌手に関する見解 Opinioni de' cantori antichi, e moderni 」で大きく扱っている。同じく有名な指導者のジョヴァンニ・バッティスタ・マンチーニ（Giovanni Battista Mancini、1714〜 1800）も彼の著書「装飾の施された歌唱に関する実践的 省察 Riflessioni pratiche sul canto figurato」の中で重要なテクニックとして扱っている。発声法の訓練としては、吸気筋のコントロールを習得し「完全な演奏を成し遂げる能力を身につけるための」訓練法であり、同時に実声とファルセットを融合させる最終的な訓練法である。

## 歴史
クラシック音楽においては、メッサ・ディ・ヴォーチェはファリネッリなどの有名なカストラート（現在では、バロック・オペラで同じ役割を歌っているメゾソプラノやカウンターテナー、ソプラニスタ）が得意とし、非常に息の長いメッサ・ディ・ヴォーチェにより聴衆を引きつけた。その後の作曲家ロッシーニやドニゼッティ、ベッリーニなどが活躍したベルカント・オペラ時代にも人気があり、オペラ『ノルマ』のアリア「清らかな女神よ」などの、ドラマチックなオープニングにしばしば用いられてきた。オペラの歌唱様式のトレンドが、18世紀ごろの装飾歌唱を基盤としたスタイルから、力強く時には劇的な表現をする方向へと変化するにつれて、メッサ・ディ・ヴォーチェのテクニックは一般的ではなくなった。
ポピュラー音楽においては、メッサ・ディ・ヴォーチェはほとんど一般的ではなかった。しかし、ブラックミュージックやゴスペル、またそれらに影響を受けた他のスタイルには、時折メッサ・ディ・ヴォーチェが現れる。